# Волеренга (хокейний клуб)
«Волеренга» (норв. Vålerenga Ishockey) — хокейний клуб з міста Осло, Норвегія.

## Історія
Хоча спортивний клуб «Волеренга» заснований ще у 1913 році, саме заснування хокейної команди бере початок від 1947 року, коли юніорська команда вперше брала участь у національних юнацьких чемпіонатах. У 50-х роках юніорська команда вигравала національні юніорські чемпіонати п'ять років поспіль.
Свій перший чемпіонський титул «Волеренга» здобула у 1960 залишивши позаду інший столичний клуб «Гамблебюен». Ще через рік вони здобували золото двічі поспіль у 1962 та 1963 роках. А з 1965 по 1971 «Волеренга» здолбула сім чемпіонських титулів поспіль. У 1973 клуб здобув ще один титул і через зміну поколінь надовго вибув з претендентів на золоті нагороди першості.
Минуло десять років, перш ніж «Волеренга» повернула собі титул чемпіона Норвегії у 1982. Нове покоління гравців того часу: Джим Мартінсен, Рой Йохансен, Гейр Мюре, Тор Хельге "Тотто" Ейкеланд та інші стали згодом клубними легендами. У 1988 завдяки цим гравцям «Волеренга» відсвяткувала свій 15-й чемпіонський тріумф. Наступного сезону у складі «Волеренги» дебютував Еспен Кнутсен, який стане першим гравцем цього клубу в НХЛ.
У 90-х роках клуб очолює шведський тренер Кент Форсберг, який запросив до команди свого сина Петера та Маркуса Неслунда зіграти в товариських матчах. У 1999 «Волеренга» здобуває ювілейну двадцяту перемогу в чемпіонаті. Найпомітними гравцями цього часу були Мортен Аск, Кеннет Ларсен, а також шведи Патрік Енглунд, Юган Бруммер та інші. Команда в 2000-х додала до активу ще шість титулів, останній у 2009.
У 2014 відбулись перемовини про включення клубу до Континентальної хокейної ліги але далі перемовин справи не пішли.
Домашню арену «Джордал Амфі» через шістдесятиліть знесли у січні 2017, а замість неї побудували нову в 2019.

## Досягнення
Чемпіонат Норвегії
- Чемпіон (26): 1960, 1962, 1963, 1965, 1966, 1967, 1968, 1969, 1970, 1971, 1973, 1982, 1985, 1987, 1988, 1991, 1992, 1993, 1998, 1999, 2001, 2003, 2005, 2006, 2007, 2009

## Відомі гравці
- Александер Бонсаксен
- Кріс Мейсон
- Даніель Сорвік
- Ерік Фоллестад Йогансен
- Кен Андре Олімб
- Кент Нільссон
- Ларс Хауген
- Матіс Олімб
- Матс Росселі Ольсен
- Матс Трюгг
- Матс Цуккарелло
- Мортен Аск
- Патрік Дероше